# Bac Ha
Bac Ha (vietnamien : Bắc Hà) est une ville du Viêt Nam d'environ 50 000 habitants, située dans la province de Lào Cai à 333 km au nord-ouest de Hanoï.
Bac Ha était une ville étape du Raid Gauloise 2002.

## Transports
Elle est accessible de Hanoï en train de jour ou de préférence de nuit arrivant le lendemain matin vers 5 h 30 à Lao Cai, avec connexion immédiate en minibus pour Bac Ha (deux heures de route) ou, depuis 2010, en bus de nuit direct Hanoi-Bac Ha (départ à 21 h, arrivée à 6 h).

## Tourisme
Bac Ha est célèbre en tant que capitale de la région des Hmongs Fleurs, ou Hmongs bariolés, un des six groupes de la minorité hmong, dont les femmes portent un remarquable costume bariolé à dominante orange ; il faut entre 4 et 6 mois pour faire un costume complet tout à la main.
Le bourg est également célèbre pour son marché du dimanche, où les minorités de toute la région se réunissent pour commercer et se rencontrer. Très prisé par les touristes, ce marché demeure toutefois parfaitement authentique, de même que celui du samedi de Can Cau, à 18 km au nord de Bac Ha, beaucoup plus petit et spécialisé dans la vente d'animaux (chevaux, buffles, oiseaux, porcs, chiens, etc.).
Bac Ha est beaucoup moins connue pour le trekking dans les montagnes au nord de la ville, conduisant les marcheurs dans des villages isolés tels que Ta Van Chu et Lung Phin.
La ville de Bac Ha est aussi surnommée « le plateau blanc » en raison des nombreuses cultures de pavot de la région dans le passé ; elle a toutefois conservé ce nom de nos jours même si c'est pour ses fleurs de pruniers qui attirent de nombreux touristes.